# Axel Braun
Pour les articles homonymes, voir Braun.
Axel Braun, nom d'artiste d'Alessandro Re, né le 22 septembre 1966 à Milan, est un réalisateur de films pornographiques italien.

## Biographie
Axel Braun est le fils de Lasse Braun, qui fut parmi les premiers à faire campagne pour la légalisation de la pornographie en Europe. Il a réalisé plus de 150 films, en particulier Batman XXX: A Porn Parody, grand succès de l'année 2010.
Surfant sur le succès de Batman XXX, Vivid Entertainment a créé une nouvelle ligne destinée à capitaliser sur les genres superhero et sci-fi, intitulée Vivid Superhero. Axel Braun en a été nommé responsable et a depuis produit Superman XXX: A Porn Parody, Spider-Man XXX: A Porn Parody, Star Wars XXX: A Porn Parody...Son dernier film Suicide Squad XXX: An Axel Braun Parody, sorti le 3 août 2016, a obtenu des récompenses telles que Meilleure parodie, Meilleure performance sans sexe, Meilleure scène de plan à trois, Meilleure direction, Meilleure direction artistique, Meilleur scénario ainsi que celle du Film de l'année, alors que le film original n'a été nommé que pour un Academy Award.
Axel Braun a obtenu deux fois de suite (2011 et 2012) l'AVN Award du réalisateur de l'année et a rejoint, en 2011, l'AVN Hall of Fame. Il a épousé la sœur de l'actrice Belladonna le jour de Noël 2005.

## Filmographie succincte
- Compulsion (2003)
- Anal Retentive 3 (2004)
- Biggz And The Beauties 10 (2004)
- Anal Retentive 6 (2005)
- Kink (2008)
- This Ain't Saved By The Bell XXX (2009)
- This Ain't Beverly Hills 90210 XXX (2009)
- This Ain't Happy Days XXX (Hustler, 2009)
- This Ain't Star Trek XXX (2009)
- This Ain't Star Trek XXX2:The Butterfly Effect (2010)
- This Ain't COPS XXX (2010)
- This Ain't Avatar XXX (2010)
- This Ain't Dirty Jobs XXX (2010)
- Elvis XXX: A Porn Parody (2011)
- Spider-Man XXX: A Porn Parody (2011)
- Superman XXX: A Porn Parody (2011)
- Star Wars XXX: A Porn Parody (2012)
- Batman XXX: A Porn Parody (2013)
- Sleeping Beauty XXX: An Axel Braun Parody (2014)
- Snow White XXX: An Axel Braun Parody (2014)
- Scream XXX: A Porn Parody (2015)
- Peter Pan XXX: An Axel Braun Parody (2015, avec notamment Keira Nicole)
- Batman vs Superman XXX: An Axel Braun (2015)
- Barbarella XXX: An Axel Braun Parody (2015)
- Asa Goes To Hell (2016)
- Axel Braun's Nylons (2016)
- Supergirl XXX: An Axel Braun Parody (2016)
- Suicide Squad XXX: An Axel Braun Parody (2016)

## Distinctions
- 2003 : XRCO Award Meilleur film (Best Film) pour Compulsion[3]
- 2004 : Delta Di Venere Award [4]
  - Best International Director
  - Best Film pour Compulsion
- 2004 : AVN Award Meilleur scénario (Best Screenplay) pour Compulsion[5]
- 2004 : Venus Award
  - Best Film pour Compulsion
  - Best Director, Film pour Compulsion
  - Best US Director
- 2004 : Ninfa Award
  - Best Film pour Compulsion
  - Best Director pour Compulsion
- 2005 : Ninfa Award Meilleur film (Best Film) pour Cadillac Highway
- 2010 : XBIZ Award Director of the Year-Body of Work[6]
- 2010 : F.A.M.E. Award Best Parody pour Batman XXX: A Porn Parody
- 2010 : Venus Award Special Jury Award pour This Ain't Avatar XXX
- 2011 : XRCO Award Meilleur réalisateur - parodie (Best Director - Parody)[7]
- 2011 : AVN Awards[8]
  - Best Parody/Comedy pour Batman XXX: A Porn Parody
  - Best 3D Release pour This Ain't Avatar XXX
  - Best New Production Company Axel Braun Productions
  - Réalisateur de l'année (Director of the Year)
  - Best Selling Title of the Year pour Batman XXX: A Porn Parody
  - Best Renting Title of the Year pour Batman XXX: A Porn Parody
- 2012 : AVN Awards[9]
  - Réalisateur de l'année (Director of the Year)
  - Meilleure photographie (Best Cinematography) pour Spider-Man XXX: A Porn Parody
- 2012 : XRCO Award Meilleur réalisateur - Parodie (Best Director - Parody)[10]
- 2013 : XBIZ Award Réalisateur de l'année - Parodie (Director of the Year - Parody) pour Star Wars XXX: A Porn Parody (Axel Braun Productions/Vivid)[11]
- 2013 : AVN Award[12]
  - Réalisateur de l'année (Director of the Year)
  - Meilleur réalisateur - Parodie (Best Director - Parody) pour Star Wars XXX: A Porn Parody
- 2013 : XRCO Award Meilleur réalisateur - Parodie (Best Director - Parody)[13]
- 2015 : AVN Award Meilleur réalisateur - Parodie (Best Director - Parody) pour 24 XXX: An Axel Braun Parody[14]
- 2015 : XRCO Award Meilleur réalisateur (Parodie) (Best Director (Parody))[15]
- 2016 : AVN Awards 
  - Meilleure parodie pour Suicide Squad XXX: An Axel Braun Parody
  - Meilleure performance sans sexe pour Suicide Squad XXX: An Axel Braun Parody
  - Meilleure scène de plan à trois pour Suicide Squad XXX: An Axel Braun Parody
  - Meilleure direction, pour Suicide Squad XXX: An Axel Braun Parody
  - Meilleure direction artistique  pour Suicide Squad XXX: An Axel Braun Parody
  - Meilleur scénario pour Suicide Squad XXX: An Axel Braun Parody
  - Film de l'année pour Suicide Squad XXX: An Axel Braun Parody